# Cecil Gould
Cecil Hilton Monk Gould (Londra, 24 maggio 1918 – Chard, 7 aprile 1994) è stato uno storico dell'arte britannico.

## Biografia
Fu conservatore e vicedirettore della National Gallery di Londra, presso la quale lavorò dal 1946 al 1978.
Fu autore di importanti studi sui pittori italiani del XVI secolo (Leonardo da Vinci, Correggio, Gian Lorenzo Bernini).
Nel 1970 riconobbe nel Ritratto di Papa Giulio II conservato alla National Gallery dal 1824, ritenuto una copia, l'originale di Raffaello Sanzio.
Ritiratosi a vita privata nel Dorset, morì nell'aprile 1994 a Chard, nel Somerset, a causa di un tumore al cervello.

## Opere
- Parmigianino, Milano, Leonardo, 1994. ISBN 8804389168.